# Ангар (почта)

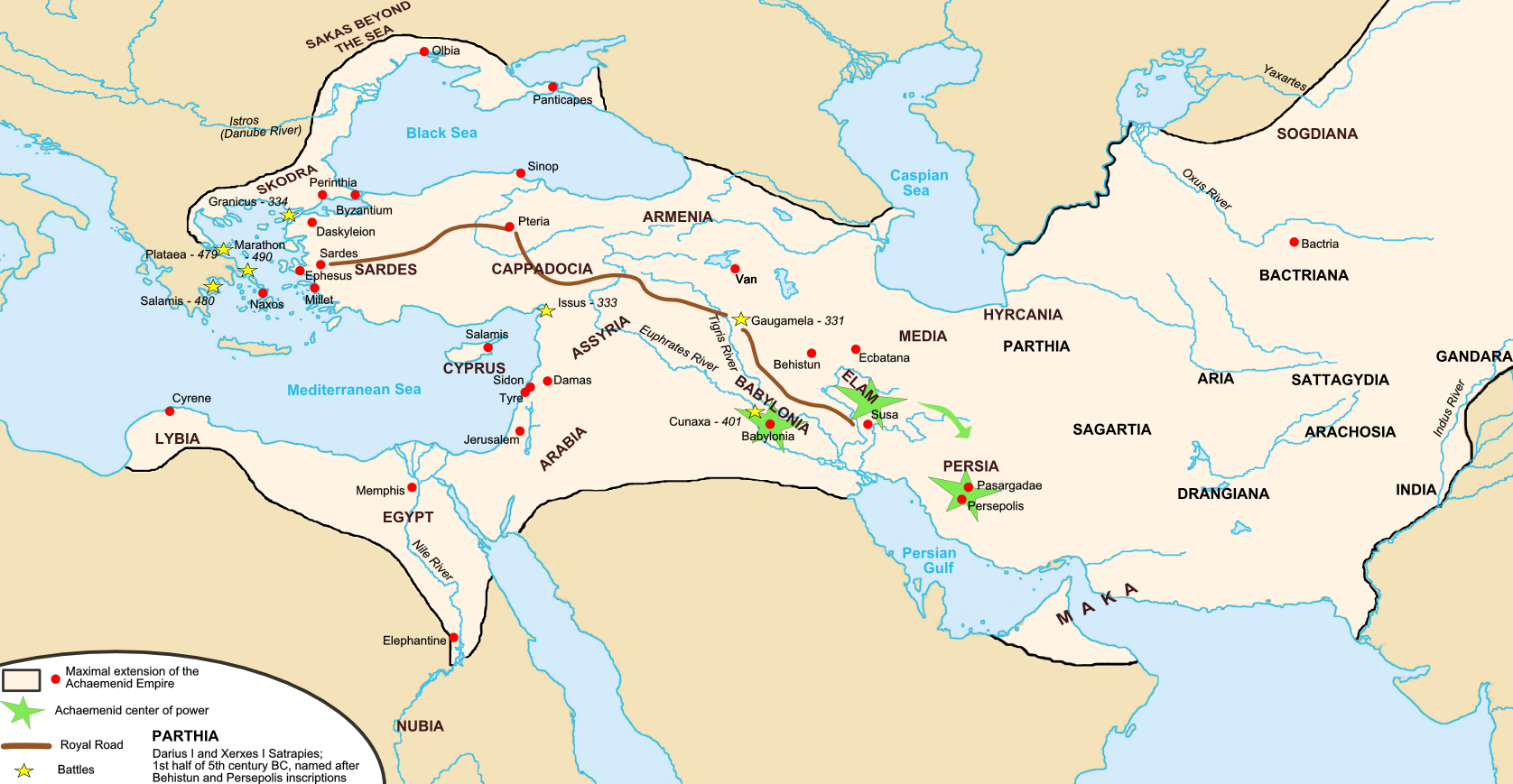
Карта Империи Ахеменидов и Царской дороги из Суз в Сарды, по которой с важной и срочной почтой передвигались ангары

Анга́ры (др.-греч. ἄγγαροι) — конные курьеры в Персидской империи (Империи Ахеменидов), которые использовались в VI веке до н. э. для почтовой службы, получившей название ангарион.

## Этимология
В примечаниях к советскому изданию сочинения древнегреческого автора Геродота «История» указано, что перс. «хангар»‎ означает «царский курьер». По данным Большой советской энциклопедии, этот термин восходит к пехл. «ангирд» — «конный гонец». Наконец, согласно М. Закиеву, слово «ангар» образовалось от тюркского этнонима «хангар-кангар», которым в древности называли предков печенегов. Хангары служили у персов курьерами, благодаря чему в персидском языке слово «хангар» стало обозначать «курьер».

## История и описание
Ангарами в Древней Персии (в эпоху Ахеменидов) назывались конные посланцы, развозившие по главным пунктам Персидской монархии распоряжения правительства и известия, имевшие государственный интерес.
О них упоминают Геродот и Ксенофонт, рассказывающие, что они были размещены по станциям, отстоявшим одна от другой на расстоянии одного дня. Едва царское послание прибывало на одну из таких станций, немедленно же снаряжался местный курьер, который доставлял его на вторую станцию, оттуда оно тем же порядком отсылалось на следующую и т. д. до тех пор, пока оно достигало места назначения. Именно ангары доставили в Сузы известие о поражении Ксеркса в битве при Саламине.
54. Захватив полностью Афины [и акрополь], Ксеркс отправил
конного гонца в Сусы к Артабану с сообщением о
достигнутом успехе. <…>

98. Тем временем Ксеркс отправил в Персию гонца с вестью
о поражении. Нет на свете ничего быстрее этих гонцов: так
умно у персов устроена почтовая служба! Рассказывают, что
на протяжении всего пути у них расставлены лошади и люди,
так что на каждый день пути приходится особая лошадь и
человек. Ни снег, ни ливень, ни зной, ни даже ночная пора не
могут помешать каждому всаднику проскакать во весь опор
назначенный отрезок пути. Первый гонец передает известие
второму, а тот третьему. И так весть переходит из рук в руки,
пока не достигнет цели, подобно факелам на празднике у
эллинов в честь Гефеста. Эту конную почту персы называют
«ангарейон».

99. Первое известие о взятии Афин Ксерксом, доставленное в
Сусы, так обрадовало оставшихся дома персов, что они
осыпали миртовыми ветвями все улицы города, воскуряли
фимиам, приносили жертвы и задавали пиры. А вторая весть
[о поражении] настолько потрясла персов, что все они
раздирали свои одежды…

## В литературе
Рассказы об ангарах и их образы встречаются в некоторых произведениях как античной литературы, так и современной:
- Геродот. История. Книга восьмая. Урания (ок. 479 до н. э.)[4].
- Иван Ефремов. Таис Афинская (1972)[8].